# 渡口站
渡口站是一个成昆线渡口支线的车站，位于四川省攀枝花市东区。建于1970年，目前为四等站。